# Dagupan City

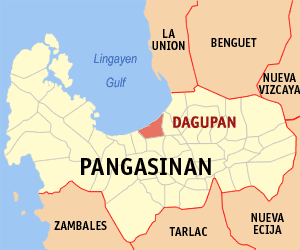
Dagupan Citys läge i Pangasinan

Dagupan City är en stad i norra Filippinerna och ligger i provinsen Pangasinan, Ilocosregionen. 130 328 invånare (folkräkning 1 maj 2000). Dagupan City är tillsammans med Lingayen centralorter för ett av Filippinernas största storstadsområden, med över en halv miljon invånare.
Staden är indelad i 31 smådistrikt, barangayer, varav samtliga är klassificerade som tätortsdistrikt.
|  |  |